# Кашина Вискарда (Алесандрија)
Кашина Вискарда је насеље у Италији у округу Алесандрија, региону Пијемонт.
Према процени из 2011. у насељу је живело 18 становника. Насеље се налази на надморској висини од 102 м.